# Gambellara

Gambellara es un municipio italiano de 3.347 habitantes de la provincia de Vicenza (región de Véneto). 

## Demografía
| Gráfica de evolución demográfica de Gambellara entre 1861 y 2001 |
|                                                                  |
| fuente ISTAT - elaboración gráfica a cargo de Wikipedia          |